# Capilla de San Ambrosio (Mezquita-catedral de Córdoba)
La capilla de San Salvador y de San Ambrosio de la Mezquita-catedral de Córdoba (España) es la primera de las capillas adosadas al muro occidental. Según Nieto Cumplido, fue fundada por Juan Pérez Echan en 1252 como capilla de San Salvador, siendo una de las más antiguas del edificio.
Fue renovada por el maestrescuela Juan Ruiz de Córdoba en 1528. En 1839 fue restaurada por el también maestrescuela Pedro María Villavicencio. La persistencia en la dignidad catedralicia de maestrescuelas relacionada con esta capilla se debe a que el recinto y la advocación a San Ambrosio estaban ligados al patronazgo de la maestrescolía.

## Descripción
La reja lateral proviene de la desaparecida capilla de San Antolín y de San Antonino, mientras que la celosía mudéjar de mármol que separa esta capilla de la de San Agustín es una réplica colocada en 1987 de la que cerraba la también desaparecida capilla de San Ildefonso.
El artesonado de madera, colocado en 1977, está compuesto de algunas vigas aparecidas en la techumbre de la mezquita primitiva de Abderramán I, halladas durante las restauraciones de los años 1975-1977. Llevan decoración gótica, por lo que pudieran tratarse de las repuestas por Alfonso X el Sabio en el siglo XIII.
El retablo, promovido por el deán y futuro obispo Pedro de Salazar y Góngora, cuya realización fue concertada con Teodosio Sánchez de Rueda y su hermano en el año 1717, consta de banco, cuerpo y ático de medio punto, y el banco, por mediación de cuatro basamentos sirve de apoyo a los soportes del cuerpo principal. Está articulado a partir de columnas salomónicas, y se adorna con pinturas de la Ascensión y la Epifanía, de escasa calidad, ejecutadas por Pedro Ruiz Morián, y habiendo sido concertada su realización en 1723. La calle central del retablo, cuya anchura es el doble de las calles laterales, está ocupada por una imagen de San Ambrosio del siglo XVII. En el ático del retablo está situado un Calvario de talla correspondiente a finales del siglo XVI.